# Ковальчук, Николь
Николь Ковальчук (Амбразайтис, род. 24 мая 1984, Вильнюс) — российская певица, модель, альпинистка.

## Биография
Имеет литовские корни по отцу, русские и польские — по матери. Детство провела в Череповце.
С детства занималась музыкой. Учась в старших классах, стала работать в модельной индустрии. По контракту с итальянским модельным агентством четыре года отработала в Европе. Появлялась на обложках изданий Playboy и Maxim.
В первой половине 2000-х пела в «молодёжном» составе группы «Мираж».
В начале 2000-х познакомилась с хоккеистом Ильёй Ковальчуком. После рождения детей стала работать фитнес-моделью.
В конце 2010-х увлеклась альпинизмом. В мае 2025 года покорила 14-й восьмитысячник, став 43-м человеком в мире и третьей женщиной (по другим данным — пятой, 6-й или 7-й), установившей подобное достижение. К июню 2025 года покорила «семь вершин». 

### Семья
С мужем Ковальчуком по состоянию на 2024 год — четверо детей: дочь Каролина (род. в 2005 году в США) в детстве занималась художественной гимнастикой, стала обучаться в частной школе искусств и дизайна Parsons School of Design в Нью-Йорке. Сын Филипп (род. 2009) обучался в академии ФК «Зенит», бразильском «Сан-Паулу», игрок юношеской футбольной лиги в составе московского «Динамо» и юношеской сборной России. Сын Артём (род. 22 марта 2010) по состоянию на 2020 год занимался хоккеем. Дочь Ева (род. в январе 2015 в Майами).